# Иван Крумов
Иван Крумов Иванов е български общественик и стопански деец. Той е роден на 19 декември 1934 г. в с. Подем, Плевенско.

## Образование
Основното си образование завършва в родното си село, а средно образование в Първа мъжка гимназия „Александър II“ – гр. Плевен. След това завършва финанси и кредит във Висш икономически институт „Карл Маркс“, София (сега УНСС).

## Работа
След завършване на висшето си образование започва работа като финансов ревизор в гр. Плевен. От 1963 до 1970 г. е платен секретар на Общинския комитет на Българската комунистическа партия в с. Подем. От 1977 г. до 1985 г. е председател на Контролния съвет на Окръжен кооператичен съюз – Плевен.
От 1 януари 1986 г. до 18 май 1990 г. е директор на ПП „Успех“, Плевен. През този период се разкриват два производствени филиала в градовете Долни Дъбник и Враца.

## Обществени роли
От 1977 до 1985 г. той е председател на Контролния съвет на същия кооперативен съюз и ръководител на контролния му блок. На VII конгрес на ССБ, състоял се през 1976 г., е избран за член на Централния съвет на ССБ, а през 1977 г. и за член на неговото Бюро. На VIII и IX конгрес е преизбиран за член на тези два управителни органа на ССБ. На X извънреден конгрес на ССБ Иван Крумов е избран за председател на ССБ, на XI е преизбран на този пост.
По време на неговото председателстване се разкриват първите дневни центрове за рехабилитация на хора с нарушено зрение в София, Стара Загора, Варна и Сливен.
От 1990 – 1993 г. Иван Крумов е генерален секретар, а от 1993 г. до 1997 г. е вицепрезидент на Съюз на слепите в Европа. В периода 1997 – 1998 г. е член на бюрото на този съюз. Два мандата е член на изпълнителния съвет на Световния съюз на слепите.
Иван Крумов е избран е за член на УС на ССБ в периода 2002 – 2006.

## Отличия
Във връзка с 65-годишнината на Иван Крумов и за значителен принос в развитието на организираното движение на слепите в България през 1999 г. Централният съвет на ССБ му присъжда званието „Почетен член на Съюза на слепите в България". Два пъти е носител на Златен медал „Луи Брайл“ на френската асоциация на слепите и на Почетния знак на Каракас. Носител е също и на следните български държавни отличия: Сребърен и Златен орден на труда, Червено знаме на труда, орден „Кирил и Методий“ първа и втора степен.

## Личен Живот
Съпруга на Иван е неуоморимата Златка Крумова с която имат едно дете - Еди Иванов Иванов. Двамата се радват на две внучета - Елена Единова Иванова (1977) и Рени Единова Иванова (1989) и на 3 правнучки, Симона Господинова (2007) и Теодора и Божидара Петрови (2021).